# 中村拓道
中村 拓道（なかむら たくどう、1911年（明治44年）4月22日 - 1974年（昭和49年）5月28日）は、日本の政治家。青森県八戸市の12代目市長。

## 来歴・人物
1911年（明治44年）4月、 青森市に生まれる。旧制青森中学校（現青森県立青森高等学校）を経て、1930年（昭和5年）、青森県師範学校を卒業し、小学校で教鞭を執る。1941年（昭和16年）、 青森県庁に入庁。地方事務所長などを歴任する。1951年（昭和26年） 、青森県議会議員に立候補して初当選、連続四期在職する。農林商工水産農地副委員長、予算特別委員長、水産商工公安副委員などを経て、1961年（昭和36年）、 県議会副議長に就任。1964年（昭和39年）、東北電力(株)監査役に就任。1965年（昭和40年）、現職の岩岡徳兵衛を破って八戸市長に就任。 1969年（昭和44年）12月、衆議院議員総選挙に初当選。 1972年（昭和47年）12月、 衆議院議員総選挙に再選。1974年（昭和49年）5月28日 、在職中に死去。

## 関連人物
- 中村寿文 - 息子。第21代八戸市長。